# Даниел Јуле
Данијел Јул (Мартињи, 18. фебруар 1993) швајцарски је алпски скијаш. Специјалиста је за слалом. Рођен је у Мартињи и шкотског је порекла.

## Каријера
Јул је дебитовао у светском купу сезоне 2012 у Кицбилу, са 18 година, након што је само месец дана раније освојио своје прве бодове у Европском Купу. Након солидних резултата на Европском Купу 2013., почео је регуларно учествовати на Светском Купу сезоне 2014.

### Сезона 2013/14.
Након његове прве победе на Европском купу на почетку сезоне 2014, Јул је освојио своје прве бодове у Светском Купу у трећем слалому године, трци која је премештена у Бормио, где је заузео 17. место. На истој стази на којој је и дебитовао, Јул је остварио свој пробој. Након што је са стартним бројем 41 прву вожњу завршио на 30. месту (што је значило да је последња особа која се квалификовала за другу вожњу), у другој вожњи је био бржи 4 десетинке од остатка конкуренције, што га је катапултирало на 7. место. Овим резултатом је заслужио да буде члан швајцарског олимпијског тима у Сочију, где се такмичио у слалому. Након 12. места у првој вожњи, дисквалификован је у другој. Након Олимпијаде Јул је отишао на своје прво Јуниорско Светско Првенство, на ком је освојио бронзу у слалому.

### Сезона 2014/15.
Сезона 2015 је била прва у којој је Светски Куп постао Јулов главни фокус, иако је два пута за редом победио у тркама Европског Купа у Шамонију. Постао је константан и у Светском Купу, освојивши бодове на 7 од првих 8 трка сезоне. Јул је завршио на 10. месту 3 пута; у Левију, Загребу и Шладмингу и са тим успесима испунио је критеријум за учешће на Светском Првенству. Његов наступ је убрзо завршен, након што је код треће капије напустио стазу. Јулови резултати су били довољни да га по први пут у каријери доведу до Финала Светског Купа. Завршио је сезону на 16. месту у слалому, као најбоље рангирани Швајцарски скијаш у тој дисциплини.

### Сезона 2015/16.
Јулова сезона је започела обећавајуће, након 9. места у Вал д'Изеру.

### Сезона 2017/18.
За време сезоне 2018, Јул се по први пут у каријери попео на подијум Светског Купа, након 3. места у Кицбилу и Шладмингу.

### Сезона 2018/19.
Јул је започео сезону 2019 5. местом у Левију и 6. местом у Салбах-Хинтерглему. У Мадони ди Кампиљо је остварио своју прву победу у Светском Купу, поставши први Швајцарски скијаш од Марка Гинија који је победио у слалому.

## Подијуми у Светском купу
- 10 подијума (10 у слалому)
- 4 победе (4 у слалому)

| Сезона                               | Датум              | Локација          | Дисциплина | Пoзиција |
| ------------------------------------ | ------------------ | ----------------- | ---------- | -------- |
| 2017/18. 2 подијума (2 Сл)           | 21. јануар 2018.   | Кицбил            | Слалом     | 3.       |
| 2017/18. 2 подијума (2 Сл)           | 23. јануар 2018.   | Шладминг          | Слалом     | 3.       |
| 2018/19. 3 подијума,1 победа (3 СЛ)  | 22. децембар 2018. | Мадона ди Кампиљо | Слалом     | 1.       |
| 2018/19. 3 подијума,1 победа (3 СЛ)  | 29. јануар 2019.   | Шладминг          | Слалом     | 3.       |
| 2018/19. 3 подијума,1 победа (3 СЛ)  | 17. март 2019.     | Солдеу            | Слалом     | 3.       |
| 2019/20. 5 подијума, 3 победе (5 СЛ) | 24. новембар 2019. | Леви              | Слалом     | 3.       |
| 2019/20. 5 подијума, 3 победе (5 СЛ) | 8. јануар 2020.    | Мадона ди Кампиљо | Слалом     | 1.       |
| 2019/20. 5 подијума, 3 победе (5 СЛ) | 11. јануар 2020.   | Аделбоден         | Слалом     | 1.       |
| 2019/20. 5 подијума, 3 победе (5 СЛ) | 26. јануар 2020.   | Кицбил            | Слалом     | 1.       |
| 2019/20. 5 подијума, 3 победе (5 СЛ) | 28. јануар 2020.   | Шладминг          | Слалом     | 3.       |